# Ko Similan
As Ilhas Similan  é um arquipélago constituído por nove ilhas no Mar de Andamão no sul da Tailândia que fazem parte da província de Phangnga  É na sua totalidade um parque nacional criado em 1982. O arquipélago está situado a 70 quilômetros da cidade de Phang Nga. Em 1998, o parque foi ampliado para incluir as duas ilhas remotas Ko Bon e Ko Tachai. As Ilhas Similan incluem assim 11 ilhas:
- Koh Huyong
- Koh Payang
- Koh Payan
- Koh Miang
- Koh Ha
- Koh Payu
- Koh Hin Pousar
- Koh Similan
- Koh Bangu
- Koh Bon
- Koh Tachai

## Mergulhos
O Parque Nacional de Similan é famoso por seus locais de mergulho autônomo. Ele tem normalmente dois tipos diferentes de mergulho. Os do lado leste consistem em suave declives em recifes de coral. O lado oeste é conhecida por suas enormes pedras de granito subaquático e labirintos.

## Acesso
O acesso mais fácil para as Ilhas Similan é de Khao Lak. Os barcos partem diariamente nos meses de novembro a maio. A viagem dura três horas em cada sentido.